# Bangkok Bank
Bangkok Bank PLC est une banque commerciale thaïlandaise avec une valeur d'actifs de 66,79 milliards $US (31 décembre 2011). Elle possède 1000 agences en Thaïlande et 26 succursales à l'étranger. Elle compte aujourd'hui 16 millions de clients. C'est la plus importante banque de Thaïlande et la cinquième en importance en Asie du Sud-Est. Elle fait partie de l'indice SET50 Index de la Bourse de Bangkok.

## Histoire
Elle a été fondée  en 1944 par l'entrepreneur Chin Sophonpanich, un chinois d'origine Teochew arrivé à Bangkok à l'âge de dix-sept ans,,. En 1988, à sa mort, son fils lui succède à la direction de la banque. De 1994 à aujourd'hui, son petit-fils, Chartsiri Sophonpanich préside l'institution.
Depuis 1982, son siège social est situé au 333 rue Silom, khet Bang Rak à Bangkok
En décembre 2019, Bangkok Bank annonce l'acquisition d'une participation de 89,1 % de Bank Permata, une banque indonésienne qui était détenue conjointement par Standard Chartered et Astra International, pour 2,7 milliards de dollars.

## Sports
De 1955 à 2008, la banque a soutenu un club de football, le Bangkok Bank Football Club.